# Lars Lindorm
Lars Hansson Lindorm, född 1630 i Sankt Nikolai församling, Stockholm, död augusti 1656, var en svensk militär.

## Biografi
Lars Lindorm föddes 1630 och döptes 6 juni samma år i Sankt Nikolai församling, Stockholm. Han var son till underamiralen Hans Hansson och Anna Skytte af Sätra. Lindorm blev 8 december 1638 student vid Uppsala universitet och arbetade sedan som löjtnant vid livgardet, där han deltog i stormningen av Prag 1648. Han adlades 28 november 1648 till Lindorm och introducerades 1649 i Sveriges riddarhus som nummer 439. Lindorm tog 7 november 1649 avsked från livgardet och blev 1654 ryttmästare och major vid Smålands kavalleriregemente. Han tog avsked från regementet i augusti 1655 och blev samma år överstelöjtnant och kommendant i Kraków. Lindorm avled i 1656.

### Familj
Lars Lindorm gifte sig 1652 med Elsa Tungel (född 1625). Hon var dotter till hovkanslern Nils Nilsson Tungel och Brita Catharina Carlsdotter Kuut eller Rosenstielke. Elsa Tungel var änka efter fältsekreteraren Samuel Andersson. Tungel och Lindorm fick tillsammans ett barn som avled efter Lindorm. Efter Lindorms död gifte Tungel om sig med generalmajoren Johan Valentin von Schoultz.